# 斯坦梅茨 (密蘇里州)
斯坦梅茨（英語：Steinmetz）是位於美國密蘇里州霍華德縣的非建制地區。

## 歷史
斯坦梅茨的郵局於1879年設立，其後於1933年停運。

## 地理
斯坦梅茨所處的海拔為高於海平面245米（即804英呎），而該地所採用的時區為UTC-6，即北美中部時區（CST）。同時該地設有夏令時間，為UTC-6調快一小時，即UTC-5（CDT）。